# Anopheles wellingtonianus
Anopheles wellingtonianus este o specie de țânțari din genul Anopheles, descrisă de Alfred William Alcock în anul 1912. Conform Catalogue of Life specia Anopheles wellingtonianus nu are subspecii cunoscute.